# نقص التربية الرياضية

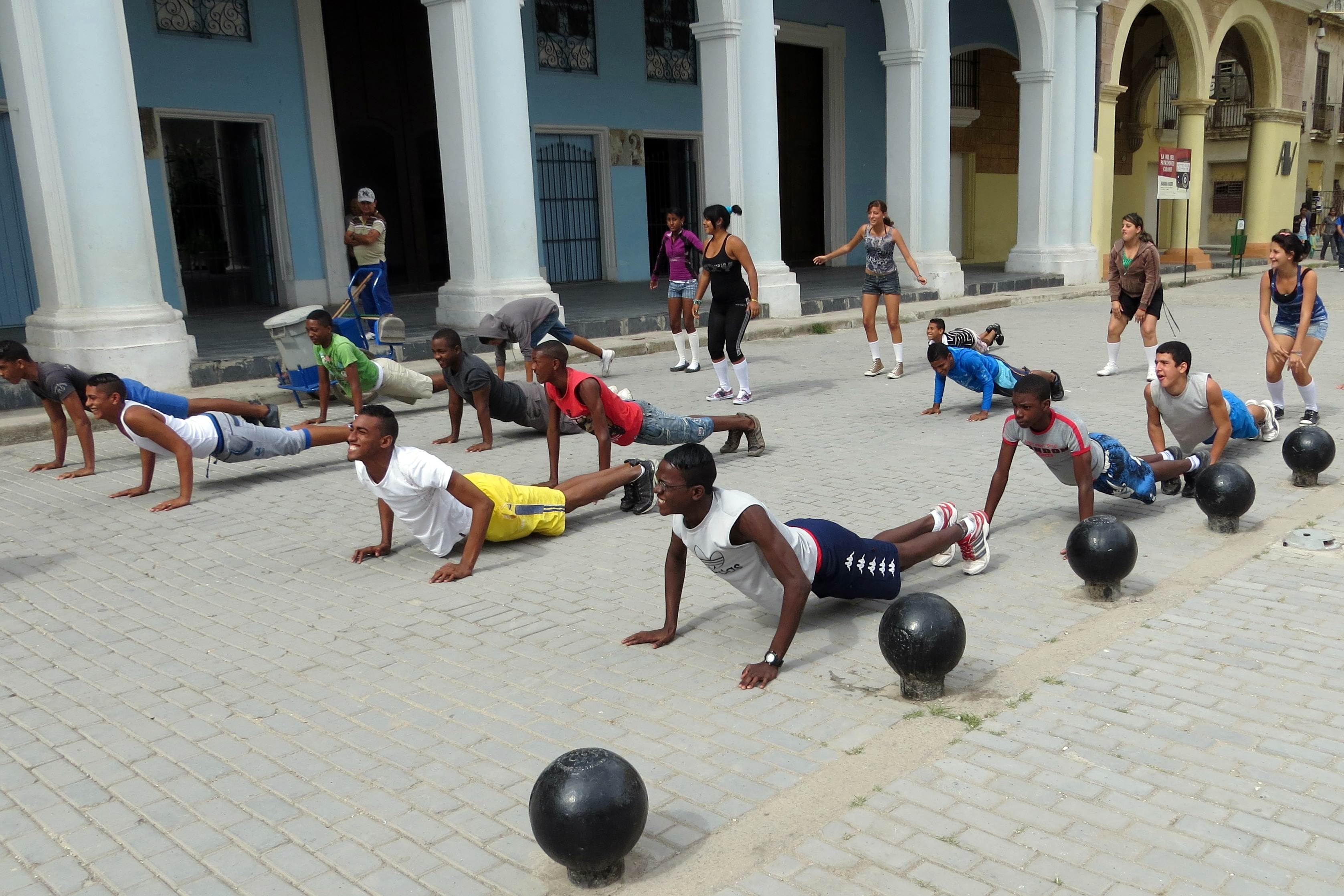

نقص التربية الرياضية هو قلة توفير ونقص فعالية التمارين والأنشطة الرياضية في التعليم الحديث.
عندما تعجز التربية الرياضية عن تحقيق أهدافها المتمثلة في تزويد الطلاب بالقاعدة المعرفية، والعادات الحياتية، وطريقة التفكير اللازمة لممارسة النشاط البدني طوال حياتهم؛ فإن ذلك يمكن أن يدفع الأطفال إلى اتباع أسلوب حياة خامل. وفقًا لدراسة أجرتها منظمة الصحة العالمية في عام 2010 فإن 81٪ من الأطفال الذين تتراوح أعمارهم بين 11 و17 عامًا في جميع أنحاء العالم لم يستوفوا الحد الأدنى الموصى به من التمارين الرياضية وهو 60 دقيقة يوميًا.
وعلى الرغم من أن قلة النشاط البدني أكثر انتشارًا في البلدان مرتفعة الدخل، إلا أنها تمثل مشكلة دولية ترتبط بانتشار السمنة وعواقبها البدنية والنفسية والدراسية السلبية على الأطفال.
تشمل برامج التربية الرياضية عالية الجودة هذه المزايا:
- معلمو التربية الرياضية مؤهلون.
- يحصل الطلاب في المدارس الابتدائية على حصة في التربية الرياضية لمدة لا تقل عن 150 دقيقة في الأسبوع، بينما يحصل الطلاب في المدارس الثانوية على 225 دقيقة على الأقل في الأسبوع.
- معايير ملموسة وقابلة للتحقيق يفي بها الطلاب (غالبًا للتخرج من المدرسة الثانوية).